# Bokak
L'atol Bokak (Marshallès: Bokaak o Bok-ak) o Taongi Atoll és un atol deshabitat de la cadena de Ratak de les illes Marshall, al nord de l'oceà Pacífic. A causa del seu aïllament relatiu respecte les principals illes del grup, la flora i la fauna de Bokak han pogut existir en condicions immaculades.

## Geografia
Es troba 685 km al nord de l'atol Majuro, la capital de les Illes Marshall, i a 280 km al nord-est de l'atol de Bikar, l'atol més proper, cosa que el converteix en l'atol més septentrional i aïllat del país. L'illa de Wake es troba 560 km al nord-nord-oest. La superfície terrestre és de 3,2 km² i la llacuna mesura 78 km². Consta de 36 illots. La superfície total és de 129 km², inclosos els esculls.
L'atol té una forma aproximadament de mitja lluna, amb unes mides de 18 km per 9 km i està orientat en direcció nord-sud. L'escull de l'atol és ininterromput a excepció d'un canal de 20 metres d'ample a l'oest. Hi ha deu illots que es troben a l'escull oriental i sud-est, el més gran dels quals és Sibylla, amb una longitud aproximada de 7,2 km i una amplada de fins a 305 metres.

## Clima
Bokak és el més sec dels atols de les Illes Marshall, amb característiques semiàrides. La temperatura mitjana anual és d'aproximadament 28° C. La precipitació mitjana anual és inferior a 1.000 mm i cauen principalment a finals d'estiu. Els vents dominants són de nord a nord-est.

## Història
Tot i que els humans van emigrar a les Illes Marshall fa uns 2.000 anys, sembla que no hi ha artefactes tradicionals marshallesos presents que indiquin cap assentament a llarg termini. El clima sec, la manca d'aigua potable i la pobresa dels sòls indiquen que l'atol probablement va romandre deshabitat. Tradicionalment ha estat utilitzat per a la caça i la recol·lecció, especialment les aus marines, per habitants d'altres atols de la cadena Ratak.
El primer europeu en descobrir Bokak fou l'explorador espanyol Toribio Alonso de Salazar el 22 d'agost de 1526, que comandava l'expedició de Loaisa després de la mort de Loaisa i Elcano. Va ser cartografiat com a San Bartolome. Posteriorment, el 1795, va ser explorat per l'oficial naval espanyol Fernando Quintano. Tot i que s'hi van aproximar molts vaixells no hi hagué cap intent d'assentament, probablement degut a les condicions àrides i atols més fèrtils propers.
Les Illes Marshall foren afegides al protectorat de Nova Guinea Alemanya el 1906. El 1914, l'Imperi del Japó va ocupar les Illes Marshall, inclòs Bokak. Com els alemanys, l'administració colonial japonesa no va intentar explotar l'atol. El 1944 les illes Marshall van ser transferides a l'administració nord-americana després de les batalles amb les forces japoneses el 1944.
El 1957 es plantejà l'ús de Bokak per a fer proves nuclears com a part de l'Operació Hardtack, però finalment es desestimà. Posteriorment tornà a ser considerat durant l'operació Dominic, però novament es desestimà.
El Dominion de Melquizedek, una micronació coneguda per facilitar el frau bancari durant la dècada dels noranta, va reclamar l'atol com a part del seu territori, cosa que va haver de ser desmentit pel govern de les Illes Marshall.